# Sociedade Lusa de Negócios
A Sociedade Lusa de Negócios, também conhecida pela sigla SLN, foi uma holding portuguesa fundada em 1999 e extinta em 31 de Maio de 2010. 
A SLN detinha o BPN, SGPS na área financeira, sector de maior importância dentro do grupo. Detinha também empresas na área da tecnologia (Seac Banche, I2S, Datacomp e NlS), concessionários automóveis (Sorel e SLV), hotéis e turismo (Hotel do Caramulo, Hotel da Costa da Caparica e Turivisa), saúde (Grupo Português de Saúde, British Hospital XXI), alimentos e agricultura (Murganheira, Tapada do Chaves) e industria (C.N.E. - Cimentos, CANAM, Omni, Inapal Plásticos).
Após o caso BPN o accionistas da defunta SLN decidiram no mesmo dia em que foi extinta a SLN, em assembleia geral, mudar o nome e a imagem da sociedade para Galilei. A mudança de nome para Galilei mereceu os votos favoráveis de 89,17% dos accionistas, tendo havido 1,81% de votos desfavoráveis e 9,13% de abstenções.
Uma das juízas que integra o coletivo que julga o caso BPN afirmou durante umas das sessões do julgamento no Palácio da Justiça em Lisboa: "a Galilei não passa de uma gordura do Estado para estar a mascarar as dívidas da SLN (Sociedade Lusa de Negócios)".